# Skoky do vody na mistrovství Evropy v plaveckých sportech 2014
Závody v skocích do vody na mistrovství Evropy v plaveckých sportech za rok 2014 proběhly v Berlíně, Německo ve dnech 13. až 14. srpna 2014.

## Česká stopa
Na tomto mistrovství Evropy Česko nemělo ve skocích do vody zastoupení.

## Výsledky

### Individuální disciplíny
| Muži              | Zlato                  | Zlato  | Stříbro                   | Stříbro | Bronz                     | Bronz  |
| ----------------- | ---------------------- | ------ | ------------------------- | ------- | ------------------------- | ------ |
| Skoky z 1 m prkna | Patrick Hausding (GER) | 428,65 | Jevgenij Kuzněcov (RUS)   | 422,40  | Matthieu Rosset (FRA)     | 420,10 |
| Skoky z 3 m prkna | Patrick Hausding (GER) | 487,85 | Ilja Zacharov (RUS)       | 483,20  | Illja Kvaša (UKR)         | 477,20 |
| Skoky z 10 m věže | Viktor Minibajev (RUS) | 586,10 | Tom Daley (GBR)           | 535,45  | Sascha Klein (GER)        | 530,90 |
| Ženy              | Zlato                  | Zlato  | Stříbro                   | Stříbro | Bronz                     | Bronz  |
| Skoky z 1 m prkna | Tania Cagnottová (ITA) | 289,30 | Kristina Ilinychová (RUS) | 288,55  | Tina Punzelová (GER)      | 286,70 |
| Skoky z 3 m prkna | Naděžda Bažinová (RUS) | 322,80 | Tania Cagnottová (ITA)    | 318,25  | Nora Subschinská (GER)    | 317,90 |
| Skoky z 10 m věže | Sarah Barrowová (GBR)  | 363,70 | Noemi Batkiová (ITA)      | 346,40  | Julija Prokopčuková (UKR) | 341,35 |

### Týmové disciplíny
| Muži                                     | Zlato                                                     | Zlato  | Stříbro                                           | Stříbro | Bronz                                                 | Bronz  |
| ---------------------------------------- | --------------------------------------------------------- | ------ | ------------------------------------------------- | ------- | ----------------------------------------------------- | ------ |
| Synchronizované skoky dvojic z 3 m prkna | Rusko (RUS) (Ilja Zacharov, Jevgenij Kuzněcov)            | 464,64 | Německo (GER) (Patrick Hausding, Stephan Feck)    | 438,15  | Ukrajina (UKR) (Oleksandr Horškovozov, Illja Kvaša)   | 433,98 |
| Synchronizované skoky dvojic z 10 m věže | Německo (GER) (Patrick Hausding, Sascha Klein)            | 461,46 | Bělorusko (BLR) (Vadim Kaptur, Jevgenij Koroljov) | 421,80  | Ukrajina (UKR) (Alexandr Bondar, Maksym Dolhov)       | 415,17 |
| Ženy                                     | Zlato                                                     | Zlato  | Stříbro                                           | Stříbro | Bronz                                                 | Bronz  |
| Synchronizované skoky dvojic z 3 m prkna | Itálie (ITA) (Tania Cagnottová, Francesca Dallapèová)     | 328,50 | Německo (GER) (Tina Punzelová, Nora Subschinská)  | 313,50  | Ukrajina (UKR) (Olena Fedorovová, Hanna Pysmenská)    | 307,20 |
| Synchronizované skoky dvojic z 10 m věže | Rusko (RUS) (Jekatěrina Petuchovová, Julija Timošininová) | 314,70 | Německo (GER) (Maria Kurjová, My Phanová)         | 290,01  | Maďarsko (HUN) (Villő Kormosová, Zsófia Reisingerová) | 279,48 |

## Medailová bilance
Ve skocích do vody se rozdělilo celkem 10 sad medailí.
| Pořadí | Stát                     |       | Muži    | Muži  | Muži  |         | Ženy  | Ženy  | Ženy    |       | Muži + Ženy | Muži + Ženy | Muži + Ženy | Celkem |
| Pořadí | Stát                     | Zlato | Stříbro | Bronz | Zlato | Stříbro | Bronz | Zlato | Stříbro | Bronz |             |             |             | Celkem |
| ------ | ------------------------ | ----- | ------- | ----- | ----- | ------- | ----- | ----- | ------- | ----- | ----------- | ----------- | ----------- | ------ |
| 1.     | Rusko (RUS)              |       | 2       | 2     | 0     |         | 2     | 1     | 0       |       | 4           | 3           | 0           | 7      |
| 2.     | Německo (GER)            |       | 3       | 1     | 1     |         | 0     | 2     | 2       |       | 3           | 3           | 3           | 9      |
| 3.     | Itálie (ITA)             |       | 0       | 0     | 0     |         | 2     | 2     | 0       |       | 2           | 2           | 0           | 4      |
| 4.     | Spojené království (GBR) |       | 0       | 1     | 0     |         | 1     | 0     | 0       |       | 1           | 1           | 0           | 2      |
| 5.     | Bělorusko (BLR)          |       | 0       | 1     | 0     |         | 0     | 0     | 0       |       | 0           | 1           | 0           | 1      |
| 6.     | Ukrajina (UKR)           |       | 0       | 0     | 3     |         | 0     | 0     | 2       |       | 0           | 0           | 5           | 5      |
| 7.     | Francie (FRA)            |       | 0       | 0     | 1     |         | 0     | 0     | 0       |       | 0           | 0           | 1           | 1      |
| 7.     | Maďarsko (HUN)           |       | 0       | 0     | 0     |         | 0     | 0     | 1       |       | 0           | 0           | 1           | 1      |
| Celkem | Celkem                   |       | 5       | 5     | 5     |         | 5     | 5     | 5       |       | 10          | 10          | 10          | 30     |